# Felice Govean
Felice Govean (* 19. Dezember 1819 in Racconigi, Piemont; † 10. März 1898 in Alpignano bei Turin) war ein Italienischer Dramatiker und Publizist.

## Leben
Felice Govean entstammte einem gräflichen Geschlecht, machte seine Studien in Turin und übernahm dann eine Stelle bei einer Feuerversicherungsgesellschaft. Später wurde er Schauspieler, wandte aber dieser Laufbahn bald wieder den Rücken und arbeitete als Schriftsetzer erst in Mailand, später in Turin, wo er eine Familie gründete.
Nachdem Govean 1848 begonnen hatte, biographische Broschüren für das Volk zu schreiben, die reißenden Absatz fanden, gründete er mit Bottero ein demokratisches Blatt, die Gazzetta del popolo, die bald eine ungeheure Verbreitung fand. Nicht minder Erfolg hatte er mit seinen Dramen, von denen I Valdesi (Die Waldenser) und Gesù Cristo auch in Deutschland durch Übersetzungen bekannt wurden (ersteres in Reclams Universalbibliothek). Es handelte sich um originelle Werke im Stil des deutschen „Kraftdramas“, aber von noch grellerem Farbenauftrag und durch kirchenfeindliche Tendenz sensationell wirksam. Seine übrigen Dramen L’assedio d’Alessandria, Il Guttemberg, Un ballo di modiste, Pinto Ribeiro und Maometto wirkten gleichfalls in Italien sehr stark auf ein Massenpublikum.
Govean schrieb auch vielgelesene Erzählungen wie La camera anonima und La morte. Zu seinen patriotischen Taten gehört die Eröffnung einer Subskription, mit der er 100 Kanonen für die Festung Alessandria aufbrachte. In späterem Alter lebte Govean, der sich auch mit Freimaurerei beschäftigte, auf seinem Landhaus zu Alpignano bei Turin, wo er 1898 im Alter von 78 Jahren starb.